# SN 2007qs
SN 2007qs – supernowa typu Ia odkryta 4 listopada 2007 roku w galaktyce A031146+0005. W momencie odkrycia miała maksymalną jasność 21,50m.